# Arthrostylidium pubescens
Arthrostylidium pubescens là một loài tre thuộc chi Arthrostylidium trong họ Hòa thảo. Loài này được Rupr. mô tả khoa học đầu tiên năm 1839.